# Bajaj Group
Bajaj Group — индийский конгломерат, основанный Джамналалом Баджаджем в 1926 году в Мумбаи. Группа включает в себя 37 компаний, включая Bajaj Auto, занимающую четвёртое место в мире по производству двух- и трёхколесных транспортных средств. Также в группу входят компании Bajaj Finserv, Hercules Hoists, Bajaj Electricals, Mukand, Bajaj Hindusthan, Bajaj Holding & Investment и другие. Группа имеет интересы в разных отраслях: автомобилестроение, производство бытовой техники, осветительных приборов, пищевая и сталелитейная промышленность, страхование, финансы и туризм.
Входит в число крупнейших финансово-промышленных групп Индии, а семья Баджадж является десятой самой богатой в Индии.

## История

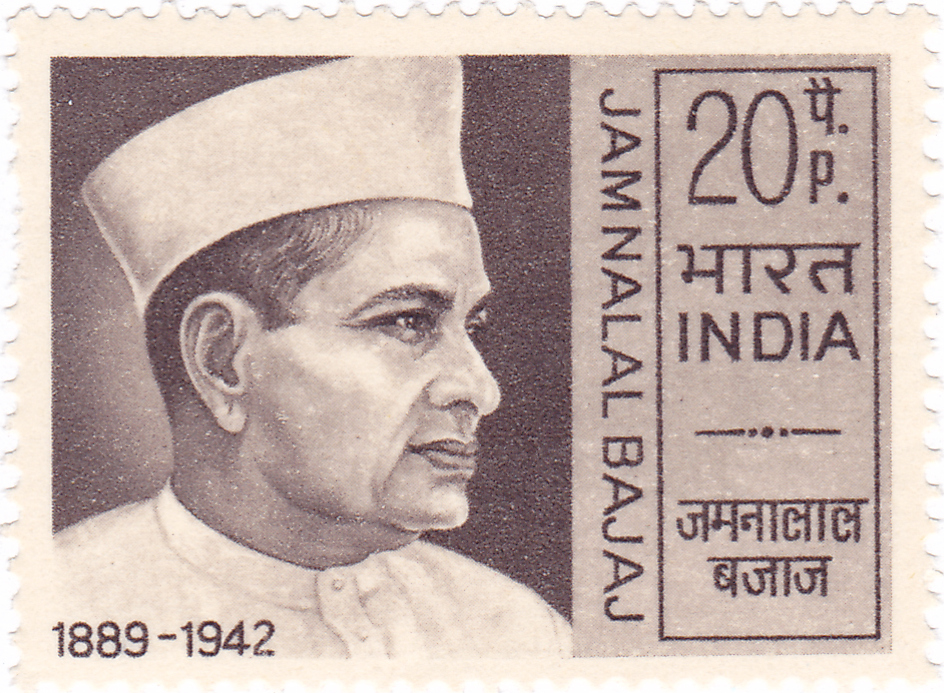
Джамналал Баджаж на почтовой марке

Bajaj Group была основана Джамналалом Баджаджем (Jamnalal Bajaj, 1889—1942) в 1926 году. В 1931 году он открыл сахарный завод в округе Лакхимпур-Кхери штата Уттар-Прадеш. Позже на основе завода была создана компания Hindusthan Sugar Mills Ltd (с 1988 года — Bajaj Hindusthan Ltd.).
Камалнаян Баджадж, старший сын Джамнала Баджаджа, после окончания своей учёбы в Кембриджском университете в Англии, вернулся домой, чтобы помочь отцу вести бизнес. Он расширил деятельность в производство мопедов, моторикш, цемента, сталелитейное производство и электроэнергетику. В ноябре 1945 года была основана компания Bachraj Trading Corp. (позже ставшая Bajaj Auto Ltd), в 1948 году она начала импорт мопедов, а в 1959 году получила лицензию на их производство в Индии. С 1954 года Камалнаян взял на себя управление Bajaj Group, а после его смерти в 1972 году группу возглавил его младший брат Рамкришна Баджадж.

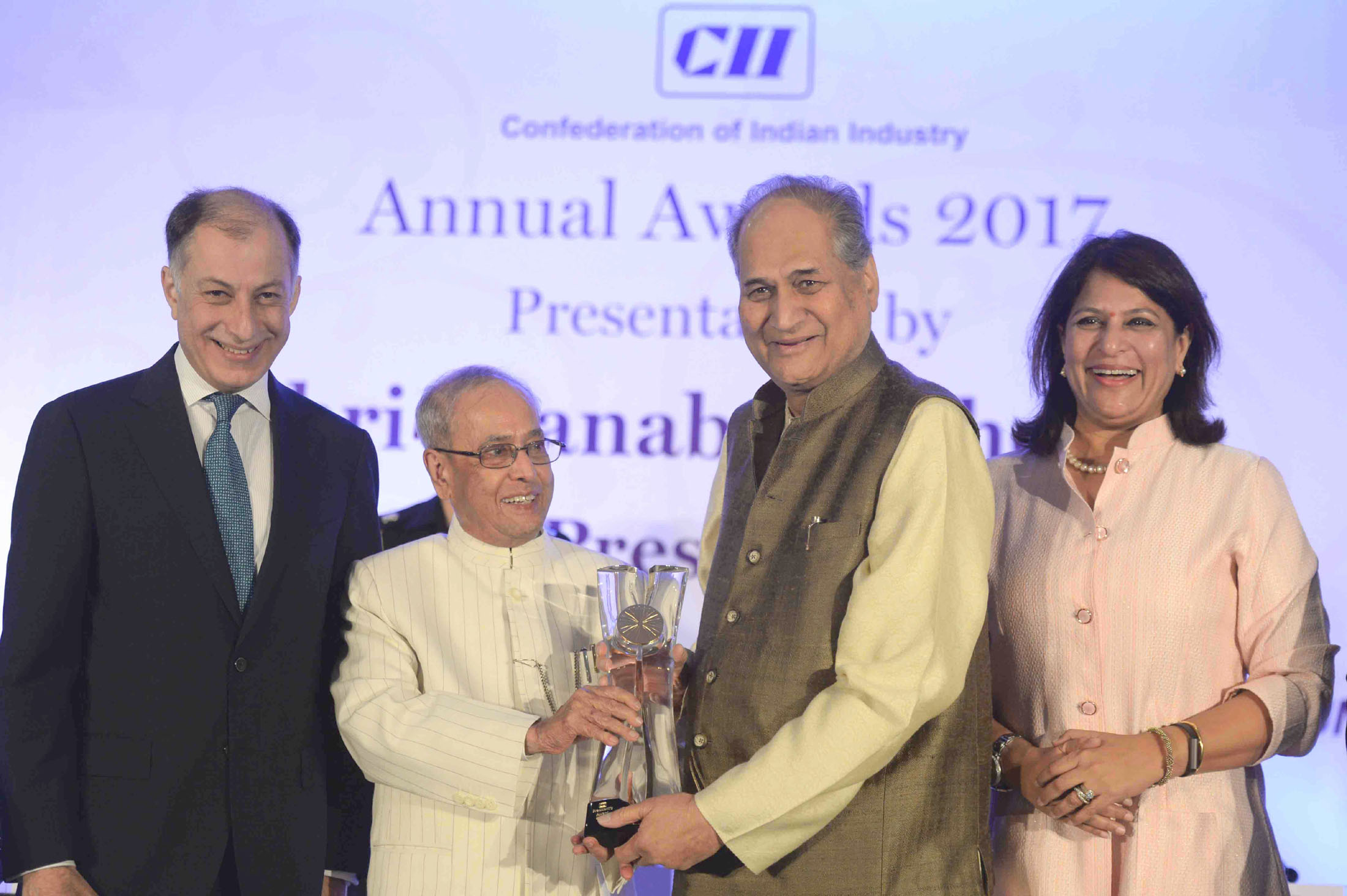
Президент Индии Пранаб Мукерджи вручает награду Рахулу Баджаджу

Рахул Баджадж возглавил Bajaj Auto в 1968 году, в то время она выпускала по 20 тыс. мопедов в год. Под его руководством компания расширила ассортимент продукции и вышла на зарубежные рынки. В 2008 году Рахул Баджадж разделил Bajaj Auto на три компании: Bajaj Auto, Bajaj Finserv и Bajaj Holdings and Investment. Первые две возглавили его сыновья, Раджив и Саджив.

## Компании Bajaj Group
Группа является частной, однако в неё входят несколько компаний, чьи акции котируются на индийских фондовых биржах:
- Bajaj Holdings and Investment Ltd. — холдинговая компания группы.
- Bajaj Auto Ltd. — основана в 1945 году, производитель автомобилей, скутеров, мотоциклов и моторикш; выручка за 2022 год составила 332 млрд рупий ($3,98 млрд), рыночная капитализация — 1 трлн рупий ($12 млрд), 10 тыс. сотрудников; в 2022 году заняла 1756-е место среди крупнейших публичных компаний мира[8].
- Bajaj Finserv Ltd — основана в 2007 году, предоставляет финансовые услуги (страхование, управление активами), а также инвестирует в ветряные электростанции; выручка за 2022 год составила 684 млрд рупий ($8,21 млрд); в 2022 году заняла 877-е место среди крупнейших публичных компаний мира[9].
  - Bajaj Finance Ltd. — финансовые услуги, включая кредитование, финансирование и лизинг; выручка за 2022 год — 316 млрд рупий ($3,79 млрд).
- Bajaj Hindusthan Sugar Ltd. — основана в 1931 году, производство сахара, спирта, а также электроэнергии; выручка за 2022 год — 558 млрд рупий ($6,70 млрд), 14 сахарных заводов.
- Bajaj Electricals Ltd. — производство бытовой техники (вентиляторов, светильников и др.), оборудования для энергетики (электрогенераторы, опоры линий электропередач); выручка за 2022 год — 481 млрд рупий ($5,77 млрд).
- Mukand Ltd. — производство изделий из стали, а также подъёмных кранов; выручка за 2022 год — 464 млрд рупий ($5,57 млрд).
- Bajaj Consumer Care Ltd. — производство косметики; выручка за 2022 год — 88 млрд рупий ($1,06 млрд).
- Hercules Hoists Ltd. — производит погрузочно-разгрузочное оборудование, лебёдки, выручка за 2022 год — 108 млрд рупий ($1,30 млрд).
- Maharashtra Scooters Ltd. — производство литых деталей, в основном комплектующих к мотоциклам.
- Bajaj Allianz Life Insurance — страховая компания.
- Bajaj Auto Finance Ltd. — кредитование покупки мотоциклов и другого транспорта.
- Hind Musafir Agency Limited — туристический бизнес